# Alyssum speciosum
Alyssum speciosum är en korsblommig växtart som beskrevs av Auguste Nicolas Pomel.
Alyssum speciosum ingår i släktet stenörter och familjen korsblommiga växter. Inga underarter finns listade i Catalogue of Life.